# 大鵬ボクシングジム
大鵬ボクシングジム（たいほうボクシングジム）は、大阪府大阪市平野区に所在するプロボクシングのジムである。

## 概要
会長は第34代日本フライ級チャンピオン大鵬健文である。

## 選手

### 主な現役選手
- 大里拳
- 大里登
- 木久健次
- 結城大二郎

### 引退した主な選手
- 大東旭
- 金井彰廣
- 中井五代
- 川波武士
- 竹中聡